# Красный Яр (Пестравский район)
Красный Яр — поселок в Пестравском районе Самарской области. Входит в состав сельского поселения Мосты. 

## География
Находится на расстоянии примерно 7 километров по прямой на юго-запад от районного центра села Пестравка.

## История
Поселок образовался в 1770-1780 годы. Это было владение удельного ведомства крестьян из 59 дворов, в них проживало 299 человек. К середине XIX века население села составило 1532 человека.

## Население
Постоянное население составляло 11 человек (русские 91%) в 2002 году, 6 в 2010 году.